# Sundvedaskatten

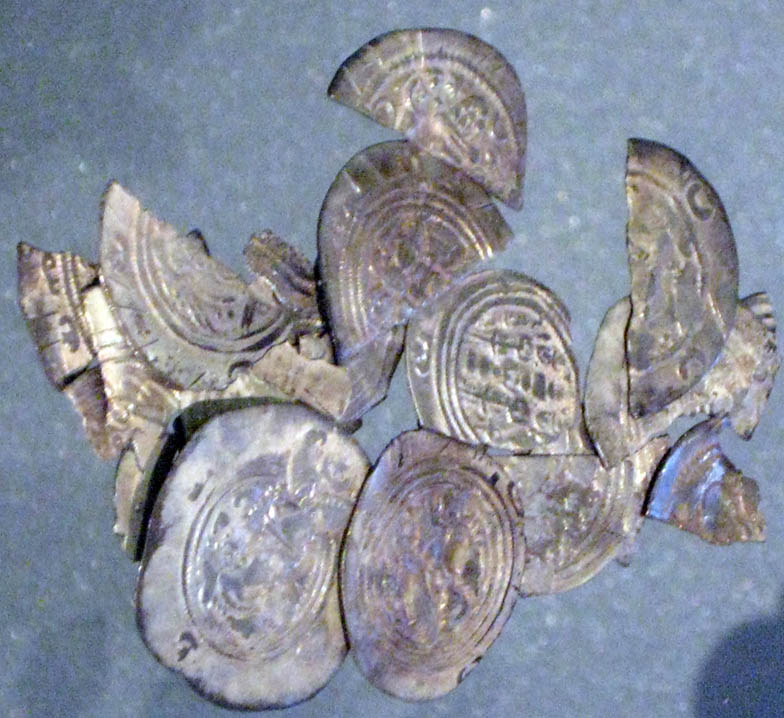
Sassanidiska mynt i Sundvedaskatten. Från det för-islamska Iran

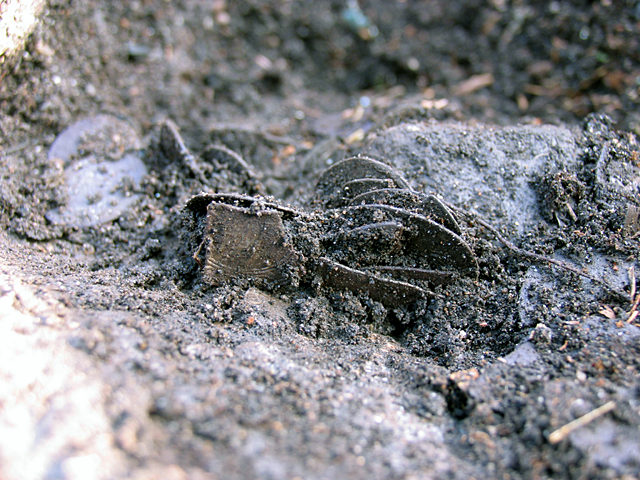
Myntskatten under utgrävning.

Sundvedaskatten, eller Silverskatten i Steningehöjden är ett skattfynd som gjordes i samband med arkeologiska undersökningar av en järnåldersgrav i Steningehöjden mellan Sigtuna och  Märsta i Sigtuna kommun. 
Skatten hittades den 1 april 2008 och är den största silverskatt som hittats i Uppland sedan 1827. 
Den bestod av totalt 481 orientaliska silvermynt och ett enstaka mynt från Västeuropa. De flesta orientaliska mynten var präglade i den muslimska världen, bland annat i Damaskus och Bagdad. Vissa var nordafrikanska. Det fanns också persiska (iranska) sassanidiska mynt från tiden före landets islamisering. Mynten härrörde från mitten av 600-talet till 840 e Kr. och skatten är förmodligen nedlagd i mitten av 800-talet e. Kr., det vill säga skandinavisk vikingatid. 
Skatten påträffades i en grav som var cirka 1000 år äldre än skattgömman. Graven var ett röse från 200-talet f. Kr. Femtio meter söder om graven låg Sundvedas vikingatida bytomt. Arkeologernas tolkning av skatten är att den lagts ner av bybor, som ville att den skulle skyddas av förfäderna.
Skatten tillhör Ekonomiska museet – Kungliga Myntkabinettet som ingår i Statens historiska museer.